# Jan Dix
Jan Dix es una historieta italiana de la casa Sergio Bonelli Editore, creada por Carlo Ambrosini.
Se trata de una miniserie de 14 números bimestrales, editados desde mayo de 2008 a julio de 2010.

## Argumento y personajes
Jan Dix es un crítico de arte neerlandés (inspirado físicamente en Jeremy Irons) que se ocupa de investigaciones, recuperaciones, adquisiciones y atribuciones de obras artísticas en todo el mundo. Se desempeña como asesor al Rijksmuseum de Ámsterdam, donde trabaja su novia Annika Hermans (inspirada físicamente en Julia Roberts), quien lo implica en investigaciones tras la pista de obras de arte, de sus origines o de sus autores. En sus aventuras, Jan debe enfrentarse a ladrones, falsificadores, traficantes y asesinos. Puede contar con la ayuda de Annika, del joven estudiante de arquitectura Gherrit Lastman y del sabio juez jubilado Hilman.